# Старий замок у м. Кам'янці-Подільському (срібна монета)
«Стари́й за́мок у м. Ка́м'янці-Поді́льському» — пам'ятна срібна монета номіналом 10 гривень, випущена Національним банком України, присвячена легендарній Кам'янець-Подільській фортеці (замку), одній із найкрасивіших пам'яток архітектури України. Замок був головною оборонною спорудою в комплексі укріплень міста, неодноразово зазнавав змін та перебудовувався. Нині замок є складовою частиною Кам'янець-Подільського державного історичного музею-заповідника.
Монету введено в обіг 17 травня 2017 року. Вона належить до серії «Пам'ятки архітектури України».

## Опис монети та характеристики
| Номінал грн. | Метал            | Маса, г      | Діаметр, мм | Якість виготовлення | Гурт                           | Тираж, штук |
| ------------ | ---------------- | ------------ | ----------- | ------------------- | ------------------------------ | ----------- |
| 10           | срібло 925 проби | 31,1 / 33,62 | 38,6        | пруф                | гладкий із заглибленим написом | 3 000       |

### Аверс
На аверсі монети розміщено: угорі — малий Державний Герб України та напис «УКРАЇНА»; у центрі на дзеркальному тлі — план старого замку у м. Кам'янці-Подільському; праворуч рік карбування монети — «2017», унизу номінал — «10 ГРИВЕНЬ».

### Реверс
На реверсі монети зображено Кам'янець-Подільську фортецю та розміщено написи: «КАМ'ЯНЕЦЬ-ПОДІЛЬСЬКИЙ/ СТАРИЙ ЗАМОК» (півколом угорі).

## Автори

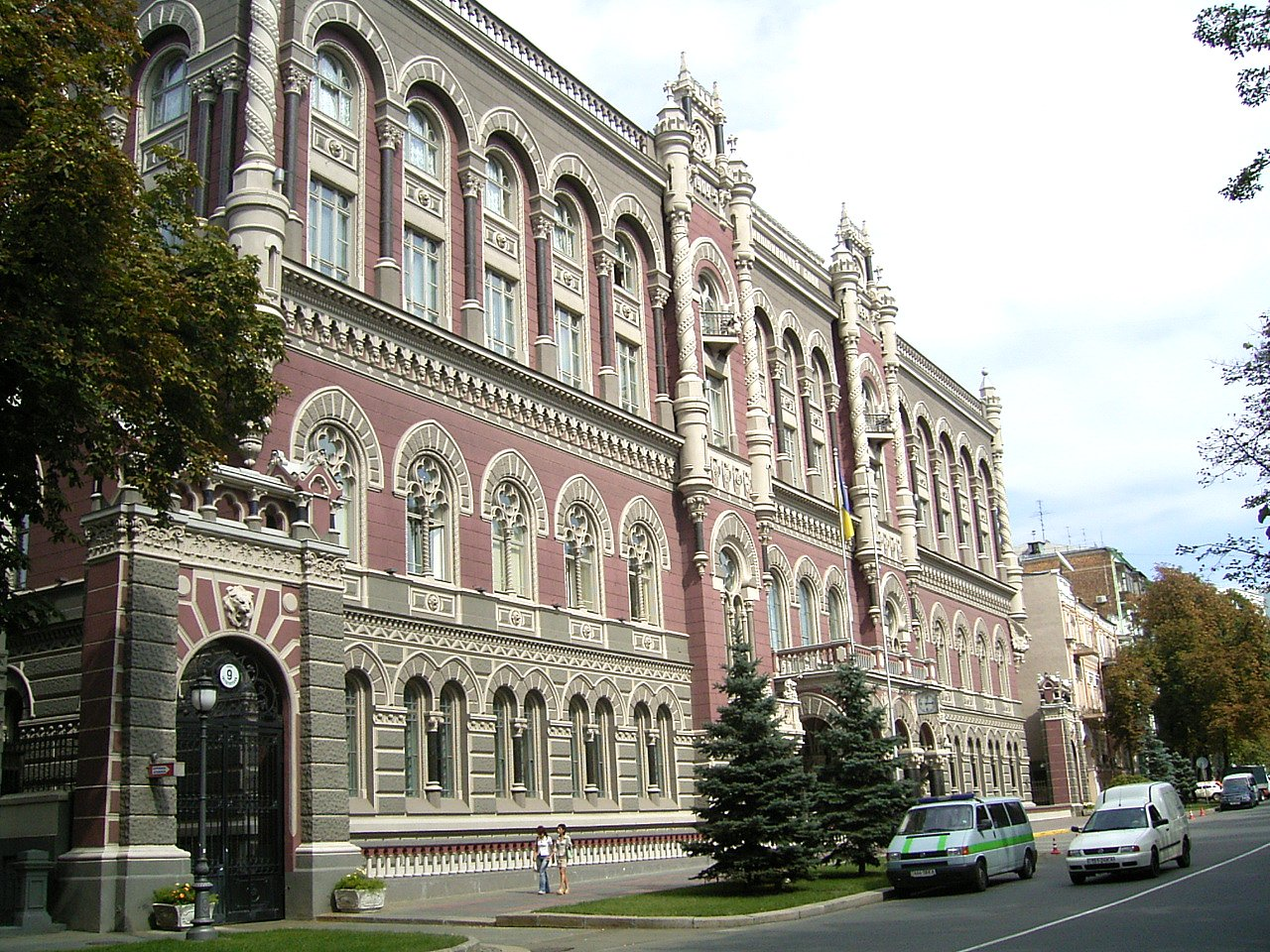
Будівля Національного банку України

- Художник — Демяненко Анатолій.
- Скульптор — Демяненко Анатолій.

## Вартість монети
Під час введення монети в обіг 2017 року, Національний банк України реалізовував монету через свої філії за ціною 974 гривні.
Фактична приблизна вартість монети з роками змінювалася так:
| Рік        | 2018  | 2019  | 2020  | 2021  | 2022  | 2023  | 2024  | 2025  |
| ---------- | ----- | ----- | ----- | ----- | ----- | ----- | ----- | ----- |
| Ціна, грн. | 1 200 | 1 200 | 1 200 | 1 650 | 2 000 | 2 300 | 4 200 | 4 500 |